# Nanyang
Nanyang (chiń. 南阳; pinyin Nányáng) – miasto o statusie prefektury miejskiej we wschodnich Chinach, w prowincji Henan. W 2010 roku liczba mieszkańców miasta wynosiła 251 782. Prefektura miejska w 1999 roku liczyła 10 373 217 mieszkańców. Stolica rzymskokatolickiej diecezji Nanyang.
W pobliżu miasta odkryto skamieniałości jaj dinozaura.